# Джон Ингълс
Джон Ингълс (на английски: John Inglis) е бивш шотландски футболист (защитник) и настоящ футболен агент.

## Биография
Роден е в град Единбург, Шотландия на 16 октомври 1966 г.
През 1999 г. Ингълс е привлечен в „Левски“ (София), като става първия футболист от Шотландия в българското първенство. С отбора на „Левски“ е шампион на България и носител на Купата на страната през 2000 г. По-късно играе за кратко и в „Ботев“ (Пловдив).

## Кариера
- 1983 – 1986 – ФК „Ийст Файв“, 56 мача / 1 гол
- 1986 – 1988 – ФК „Бречин Сити“, 53 / 4
- 1988 – 1990 – ФК „Ливингстън“, 50 / 4
- 1990 – 1994 – ФК „Сейнт Джонстън“, 140 / 2
- 1994 – 1999 – ФК „Абърдийн“, 102 / 4
- 1999 – 2000 – ФК Левски (София), 28 / 3
- 2000 – 2001 – ФК „Карлисъл Юнайтед“, 8 / 0
- 2001 – 2001 – ФК „Рейт Роувърс“, 12 / 0
- 2001 – 2002 – ФК Ботев (Пловдив), 3 / 0